# Roxbury (New Jersey)
Pour les articles homonymes, voir Roxbury.
Roxbury est un township du comté de Morris, dans l’État du New Jersey. Lors du recensement de 2010, sa population s’élevait à 23 324 habitants. Sa superficie totale est de 56,93 km2.